# Billund Kommunes Museer
Billund Kommunes Museer er et kulturhistorisk museum i Sydjylland, som formidler nyere tids kulturhistorie inden for landbrug, industri og turisme i Billund Kommune. Stedet repræsenterer de udviklingsstadier, som resten af Danmark som helhed har været igennem i udviklingen fra bondesamfund til industrisamfund til det velfærdssamfund vi har i dag. 

## Besøgssteder
Udstillingsbygningen, Morsbølvej 101, 7200 Grindsted: Særudstillingen ’SPOR af Besættelsen’, genstande og historier fra besættelsestiden. 
Museumsgården Karensminde Morsbølvej 102, 7200 Grindsted: Formidling af historien om landbrugets udvikling gennem den gamle enggård, levende landbrug og historiske husdyrracer.
Desuden kan museet opleves på forskellige steder i Billund Kommune, hvor museet løbende faciliterer kulturhistorisk formidling in situ.

## Historie
Billund Kommunes Museer blev grundlagt i Grindsted i 1923 som en forening, men overgik 1. april 1969 til at være en del af Grindsted Kommune. I 1972 fik museet status som statsanerkendt museum. I 1982 fusionerede Grindsted Museum med Vorbasse Museum. I 2008 skiftede museet navn til Billund Museum i forbindelse med kommunesammenlægningen. I 2014 ændredes navnet til det nuværende navn Billund Kommunes Museer. 